# Castilforte
Castilforte è un comune spagnolo di 57 abitanti situato nella comunità autonoma di Castiglia-La Mancia.